# 第二次直奉戰爭
第二次直奉戰爭指1924年9月15日至11月3日的一場民國軍閥內戰，以奉勝直敗收場。第二次直奉战争中，奉系与沪浙皖系、广东孙中山、冯玉祥国民军联手对抗直系把持的中央政府。所以该场战争也是一场联合反直战争。战争的结果是直系把持的中央政府被推翻。

## 过程

### 北线
第一次直奉戰爭結束，直系軍閥取得政權，並企圖以武力統一南北。1924年9月，直系江蘇軍閥齊燮元與皖系的浙江軍閥盧永祥爆發江浙戰爭。1924年9月15日，奉系軍閥張作霖以響應江浙戰爭為由，聚集十五萬大軍，分兩路向直系控制的山海關、赤峰、承德發起進攻。直系吳佩孚任「討逆軍總司令」，以二十萬人應戰，彭壽莘為第一軍總司令，王懷慶為第二軍總司令。一開戰奉軍如入無人之境，10月9日佔赤峰，兩軍在山海關爭鬥激烈。吳佩孚於11日親赴山海關督戰。

### 甲子政變
由於直系馮玉祥與吳佩孚不和，開戰後王懷慶初敗，馮玉祥在古北口按兵不前，並收受張作霖五十萬大洋賄賂，與段祺瑞締結密約決定推翻曹錕。10月23日馮玉祥與孫岳發動「甲子政變」，倒戈自立為「國民軍」進軍北京，軟禁曹錕並賜死其弟曹銳，更驅逐紫禁城中的宣統帝及掠奪皇宮財寶。政變後通電邀國民黨的孫中山北上，欲請孫中山主持政事，段祺瑞主持軍事。
在前線督戰的吳佩孚虽料到馮玉祥有二心，但不知如此火速，大驚失措，急率一部回救北京，並急調江浙各省直系部隊北上馳援，奉軍由冷口突入長城，直軍後路被截，吳佩孚指揮的直軍敗於馮玉祥之手，山西督理閻錫山出兵京漢鐵路，占石門，山東皖系將領鄭士琦出兵津浦鐵路，占德州，阻止蘇、豫等地的直系援軍北上。吳佩孚受奉、馮兩面夾攻，在華北的主力全部覆滅，段祺瑞派人給吳佩孚送了一封信，要吳佩孚趕快從塘沽離去，11月3日上午11點，吳率殘部兩千餘人自塘沽登軍艦南逃，回到長江流域，繼續偏安一隅。

### 南线
为策应奉皖攻直，广东国民党9月18日发表《北伐宣言》，20日孙中山韶关誓师，然后分兵两路向湘赣进发。10月10日广州发生商团叛乱，孙率军回师广州。10月15日平息叛乱，北伐军继续取道江西北上，10月23日发生北京政变，孙中山下令停止前进。

### 结果
張作霖、馮玉祥等在曹家花園召開的天津會議，決議成立執政府與善後會議以取代國會，並推段祺瑞為「中華民國臨時執政」，統總統與總理之職，孫中山於此時尚在来京途中，政權落入奉系軍閥手中。

## 评价
第二次直奉戰爭規模與影響均比第一次浩大，其中更歷經黃渡瀏河戰鬥、宜興戰鬥、慶元戰鬥、江山戰鬥、松江戰鬥、楊村戰鬥等等數場大型戰役。

## 图集

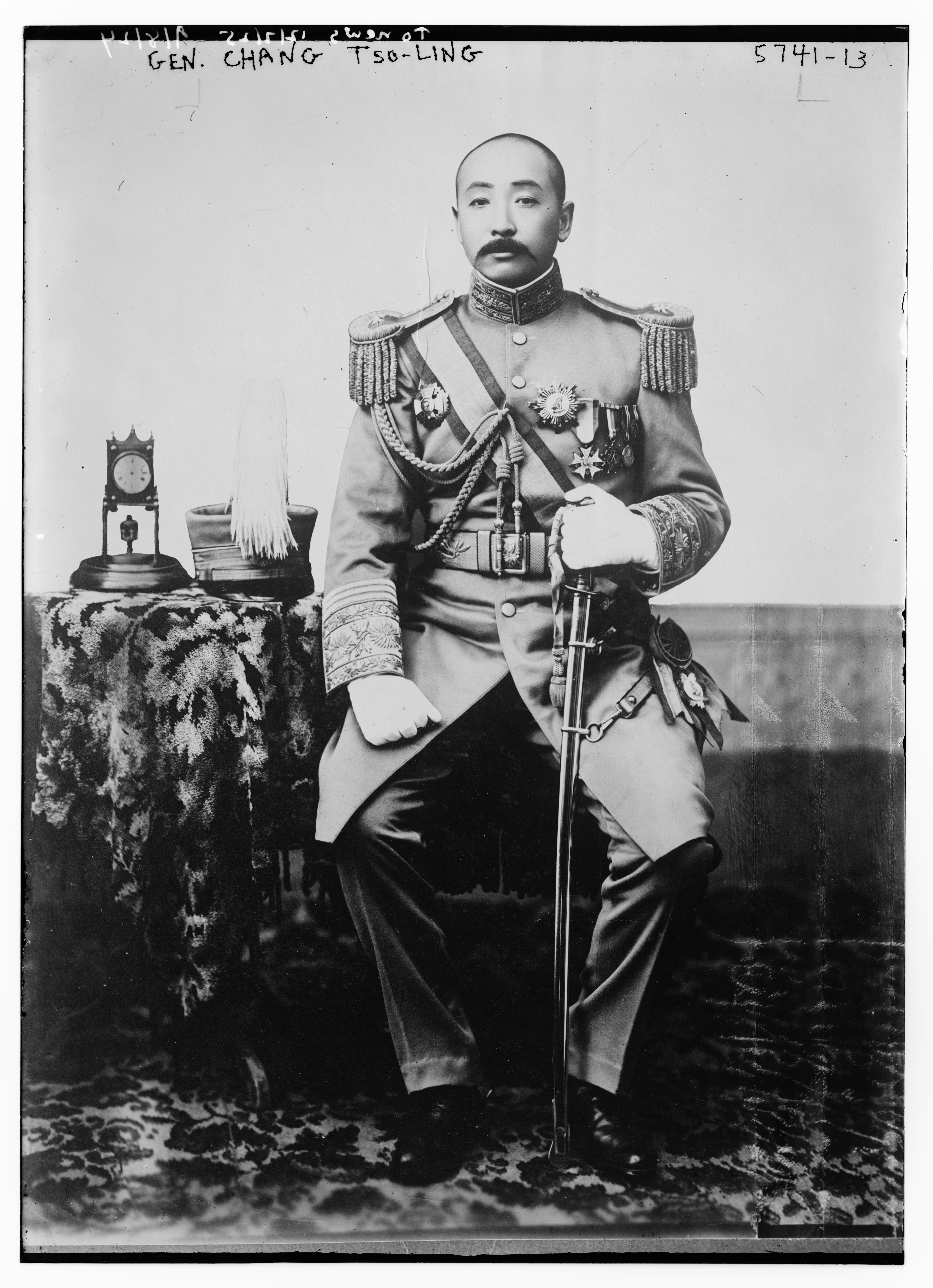
张作霖
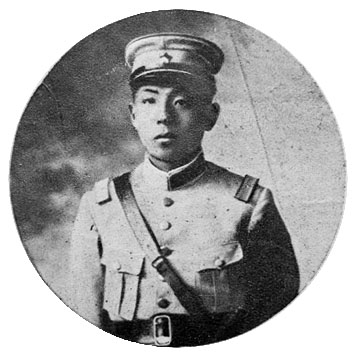
张学良

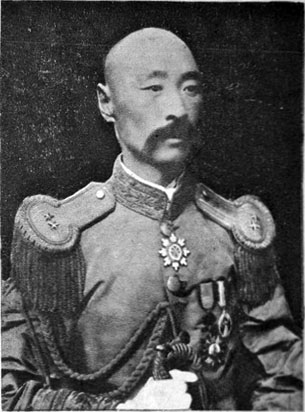
李景林
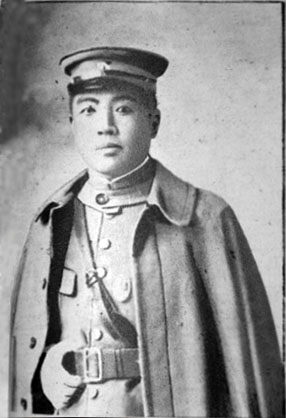
姜登选
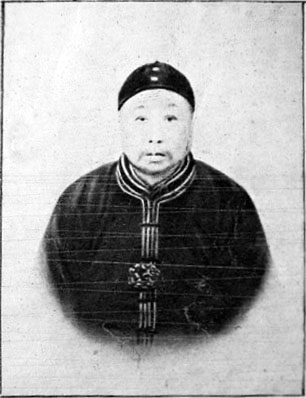
吴俊升
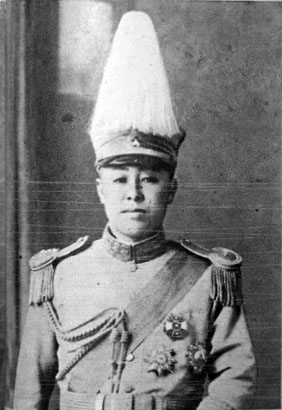
张作相
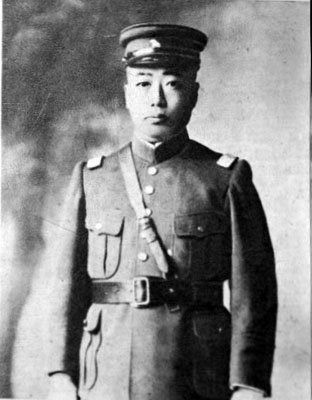
杨宇霆
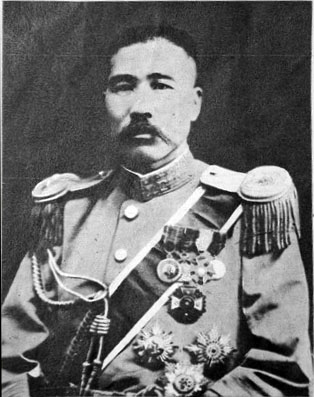
张宗昌
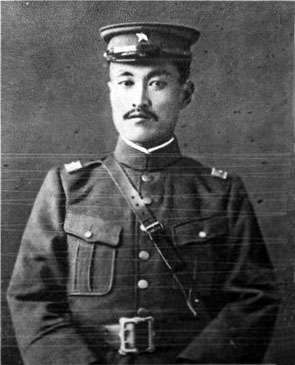
郭松龄
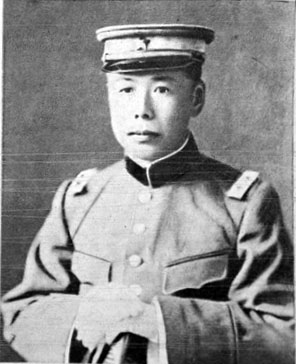
阚朝玺

1924年5月10日《东方杂志：直奉战争》刊登以下直奉战争要人图片。
直军将领

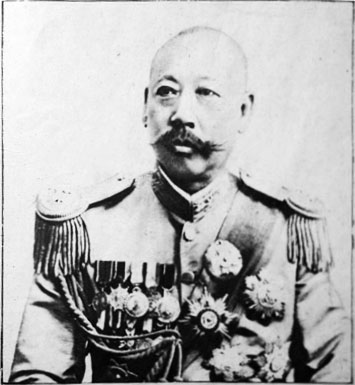
曹锟
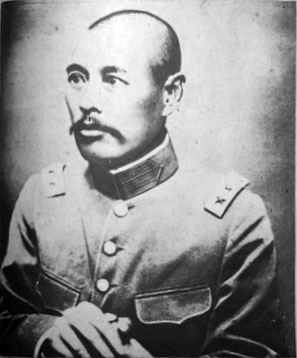
吴佩孚

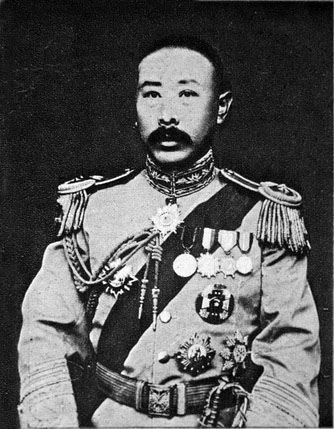
王承斌
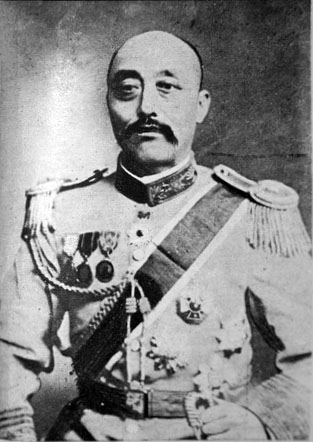
王怀庆
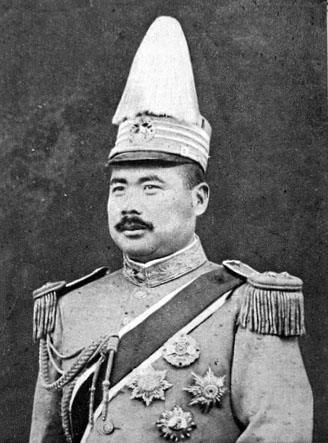
冯玉祥
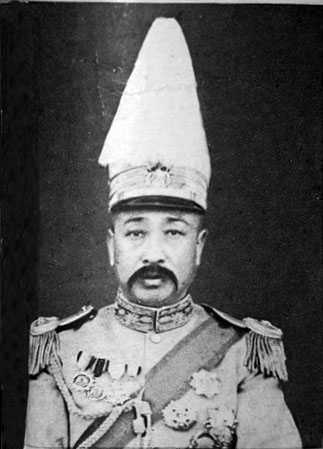
董政国
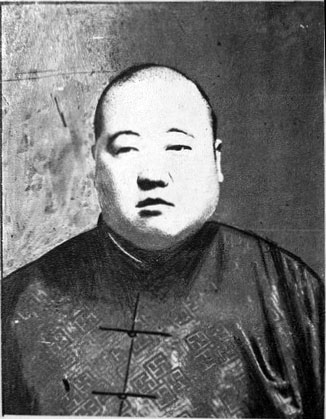
胡景翼
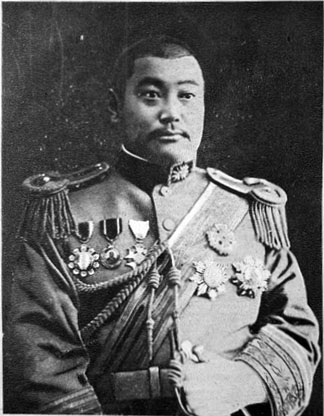
阎治堂
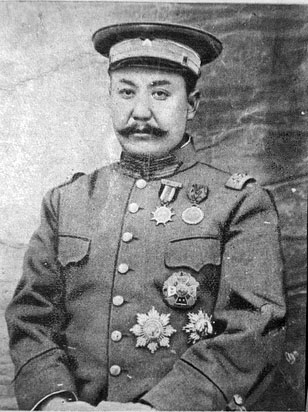
阎锡山
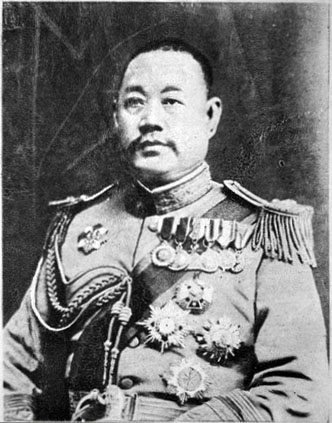
赵玉珂

奉军将领
- 张作霖
- 张学良

- 李景林
- 姜登选
- 吴俊升
- 张作相
- 杨宇霆
- 张宗昌
- 郭松龄
- 阚朝玺